# Kasachische Leichtathletik-Hallenmeisterschaften 2024
Die Kasachischen Leichtathletik-Hallenmeisterschaften 2024 werden vom 5. bis zum 7. Februar im Track & Field complex QAZAQSTAN in der Hauptstadt Astana ausgetragen.

## Medaillengewinner

### Männer
| Disziplin         | Gold                   | Leistung    | Silber               | Leistung    | Bronze                             | Leistung    |
| ----------------- | ---------------------- | ----------- | -------------------- | ----------- | ---------------------------------- | ----------- |
| 60 m              | Almat Tulebajew        | 6,82 s      | Witali Sems          | 6,90 s      | Danil Popow                        | 6,92 s      |
| 200 m             | Witali Sems            | 21,61 s     | Danil Sutschanow     | 21,68 s     | Danil Popow                        | 21,81 s     |
| 400 m             | Wjatscheslaw Sems      | 47,60 s     | Elnur Muchitdinow    | 47,83 s     | Andrei Sokolow                     | 48,02 s     |
| 800 m             | Abduljasis Abdukajumow | 1:53,25 min | Sergei Suchow        | 1:54,53 min | Igor Chrunin                       | 1:55,03 min |
| 1500 m            | Maxim Frolowskij       | 3:47,65 min | Wadim Lewtschenkow   | 3:56,09 min | Igor Chrunin                       | 3:57,27 min |
| 3000 m            | Maxim Frolowskij       | 8:17,50 min | Jessenbol Schanabek  | 8:37,69 min | Wadim Lewtschenkow                 | 8:39,52 min |
| 60 m Hürden       | Dawid Jefremow         | 7,61 s      | Jewgeni Prokudin     | 8,07 s      | Sachar Lewizki                     | 8,41 s      |
| 4 × 200 m Staffel |                        |             |                      |             |                                    |             |
| 4 × 400 m Staffel |                        |             |                      |             |                                    |             |
| Hochsprung        | Igor Kossolapow        | 2,12 m      | Alexander Timoschkin | 2,04 m      | Wladislaw Bachtin                  | 2,00 m      |
| Stabhochsprung    | Iwan Towtschenik       | 5,00 m      | Danil Poljanski      | 5,00 m      | Wladislaw Garbusnjak Maxim Balabin | 4,90 m      |
| Weitsprung        | Sergei Stepankowski    | 7,26 m      | Wadim Karnauchow     | 7,15 m      | Selimchan Nassyrow                 | 7,12 m      |
| Dreisprung        | Jewgeni Kisseljow      | 15,28 m     | Georgi Li            | 14,43 m     | Arsen Ymerschanow                  | 14,18 m     |
| Kugelstoßen       | Iwan Iwanow            | 18,30 m     | Daniil Plotnikow     | 13,80 m     | Bexultan Jelikbajew                | 13,46 m     |
| Siebenkampf       | Nikita Maximow         | 4697 Punkte | Ruslan Ischmetow     | 4312 Punkte | Sergei Dementjew                   | 4289 Punkte |

### Frauen
| Disziplin         | Gold                   | Leistung     | Silber                   | Leistung     | Bronze               | Leistung     |
| ----------------- | ---------------------- | ------------ | ------------------------ | ------------ | -------------------- | ------------ |
| 60 m              | Olga Safronowa         | 7,46 s       | Margarita Nasarenko      | 7,56 s       | Arina Mischejewa     | 7,64 s       |
| 200 m             | Olga Safronowa         | 23,80 s      | Kristina Kondraschowa    | 24,40 s      | Arina Mischejewa     | 24,66 s      |
| 400 m             | Marija Schuwalowa      | 56,38 s      | Milana Subarewa          | 57,35 s      | Diana Trofimenko     | 57,53 s      |
| 800 m             | Elwira Tachaujowa      | 2:13,1 min   | Jekaterina Koloda        | 2:13,7 min   | Anastassija Koloda   | 2:13,9 min   |
| 1500 m            | Ajana Bolatbekqysy     | 4:29,1 min   | Aqbajan Nurmämschet      | 4:31,5 min   | Arina Gladyschewa    | 4:38,1 min   |
| 3000 m            | Ajana Bolatbekqysy     | 09:55,01 min | Arina Gladyschewa        | 10:09,08 min | Kristina Sergejewa   | 10:39,53 min |
| 60 m Hürden       | Julija Baschmanowa     | 8,38 s       | Anel Schulakowa          | 8,69 s       | Kristina Jermola     | 8,80 s       |
| 4 × 200 m Staffel |                        |              |                          |              |                      |              |
| 4 × 400 m Staffel |                        |              |                          |              |                      |              |
| Hochsprung        | Jelisaweta Matwejewa   | 1,88 m       | Arina Maljugina          | 1,75 m       | Diana Geinz          | 1,70 m       |
| Stabhochsprung    | Anastassija Ibragimowa | 4,10 m       | Polina Iwanowa           | 3,90 m       | Anna Tscherkaschina  | 3,70 m PB    |
| Weitsprung        | Anastassija Rypakowa   | 6,23 m       | Anastassija Kononowitsch | 5,88 m       | Margarita Nasarenko  | 5,78 m       |
| Dreisprung        | Walerija Safonowa      | 13,18 m      | Marija Jefremowa         | 13,10 m      | Diljara Chaibullina  | 12,59 m      |
| Kugelstoßen       | Nadeschda Barabanowa   | 14,02 m      | Karina Wassiljewa        | 12,32 m      | Sabina Potapowa      | 11,88 m      |
| Fünfkampf         | Alina Tschistjakowa    | 3941 Punkte  | Natalja Bereschnaja      | 3085 Punkte  | Jekaterina Leschkowa | 2388 Punkte  |